# آکاتونه
آکاتونه (ایتالیایی: گدا) نام فیلمی به کارگردانی و نویسندگی پیر پائولو پازولینی و ساخت سال ۱۹۶۱ است. برخلاف آن‌چه گفته می‌شود این فیلم از روی یک فیلمنامه اورژینال ساخته نشده است و اقتباسی از رمانهایی نوشته خود پازولینی خصوصاً پسران زندگی و زندگی خشونت‌بار است.